# Apanthura corsica
Apanthura corsica är en kräftdjursart som beskrevs av Amar 1953. Apanthura corsica ingår i släktet Apanthura och familjen Anthuridae. Inga underarter finns listade i Catalogue of Life.